# Caricelea camisea
Caricelea camisea is een spinnensoort in de taxonomische indeling van de Trechaleidae.
Het dier behoort tot het geslacht Caricelea. De wetenschappelijke naam van de soort werd voor het eerst geldig gepubliceerd in 2009 door E. L. C. Silva & A. A. Lise.